# Brasserie Georges
La Brasserie Georges est un restaurant situé dans le 2e arrondissement de Lyon. 

## Présentation

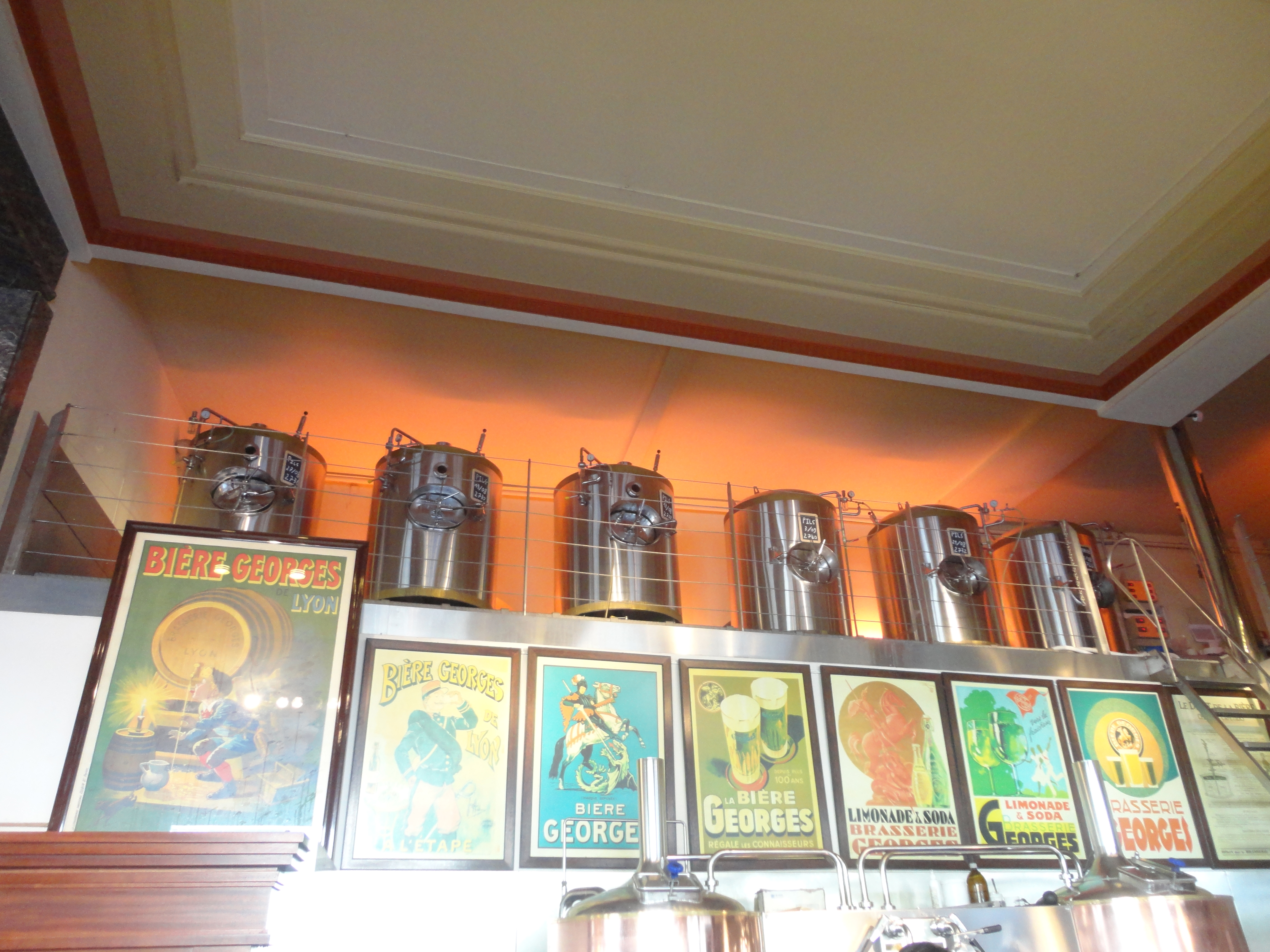
Fûts de stockage de la bière brassée sur place, situés au-dessus du bar.

La Brasserie Georges brasse sa bière depuis sa création, lorsque l'eau de Lyon était considérée d'une qualité exceptionnelle.
Sept cents couverts peuvent être servis à chaque service. Le 10 décembre 2011, à l'occasion de la Fête des Lumières, plus de 2 500 couverts ont été servis en un service.
Les habitués de l'établissement l'appellent la BG ou encore La Georges ou Chez Georges.

## Histoire
La brasserie a été bâtie en 1836, par Georges Hoffherr, un brasseur émigré d'Alsace. L'emplacement de la brasserie, sur un terrain gagné sur les marécages du confluent de la Saône et du Rhône, fut choisi car il correspondait à l'étape des diligences sur l’axe Paris–Lyon–Saint-Étienne–Marseille. Le 1er juin 1857, la gare de Perrache ouvrit ses portes à côté de l'établissement. La construction de ce restaurant est un défi architectural : 600 m2 de plafond sont soutenus uniquement par quatre poutres en sapin, longues de 25 mètres, apportées de Chartreuse et du Vercors par chariots à bœufs.
En 1873, après la mort de Georges Hoffherr, son gendre, Mathieu Umdenstock, reprend l'affaire. Après la guerre de 1870, la Brasserie Georges emploie 18 servantes appelées Hébés (déesse de la jeunesse), d'origine alsacienne, pour la plupart. En 1879, la Brasserie Georges et la Brasserie Rinck sont, avec Antoine Lumière, les premiers de la ville de Lyon à faire fonctionner leur éclairage à l'électricité.
Les banquettes de moleskine rouge et les tables ont remplacé, en 1890, les chaises en paille et les longues tables en noyer. Un fronton à l’effigie de Gambrinus est encadré par deux tonneaux de bière. À la fin du XIXe siècle, la brasserie possède cinq billards et les murs sont peints d’un décor végétal avec des animaux comme le paon et le singe.
Dans le sas de l'entrée, quatre vitraux de Lucien Bégule représentent les arts.
En 1924, le peintre Bruno Guillermin a redécoré la salle de restauration dans un style Art déco. Il réalise notamment quatre scènes champêtres au plafond, orne les murs de bas-reliefs et éclaire le tout d'imposants lustres pesant chacun 250 kilos.
Entre 1942 et 1944, après l'invasion de la zone sud par les Allemands, la Brasserie Georges est réquisitionnée, et les forces occupantes en font un « Soldatenheim », sorte de lieu de détente pour les soldats allemands.
Devenu président-directeur général en 1985, Didier Rinck contribue à redonner du prestige à la brasserie qui fête son 150e anniversaire l'année suivante. En 2002, l'établissement est vendu au groupe Héléa Financière de Christian Lameloise.

## Le décor actuel

### L'entrée

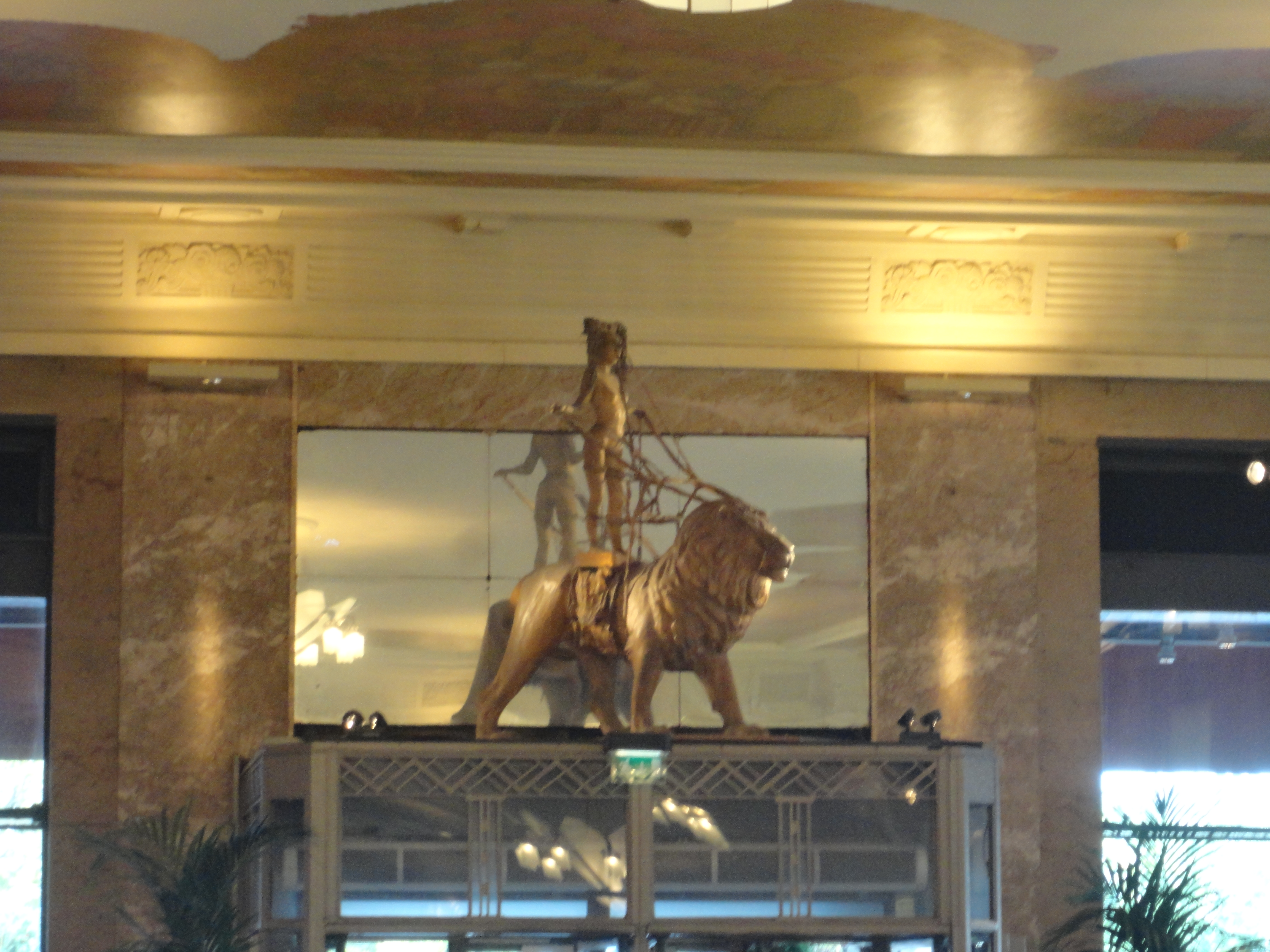
Statue avec un lyon au-dessus de la porte d'entrée.

L'enseigne extérieure de la Brasserie Georges date de 1946. En façade, le portrait de Gambrinus, roi de la bière, invite à rentrer. Dans l'entrée, quatre grands vitraux du début du XXe siècle représentent la sculpture, la géographie, la peinture et la musique. Au-dessus de la porte d’entrée, on trouve une gigantesque vasque en cuivre au décor de tête de lion.

### La salle de restauration

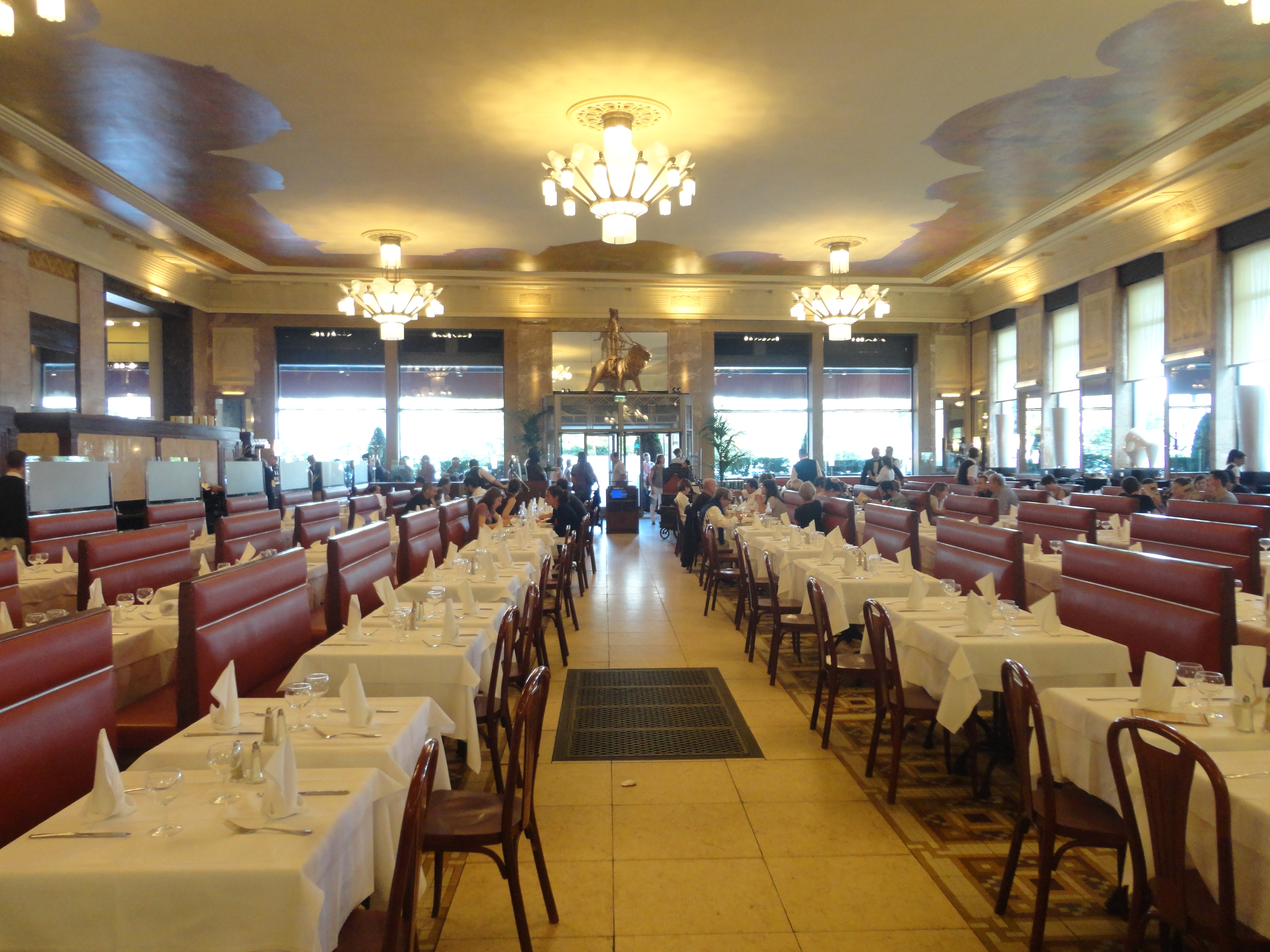
Salle de restauration.

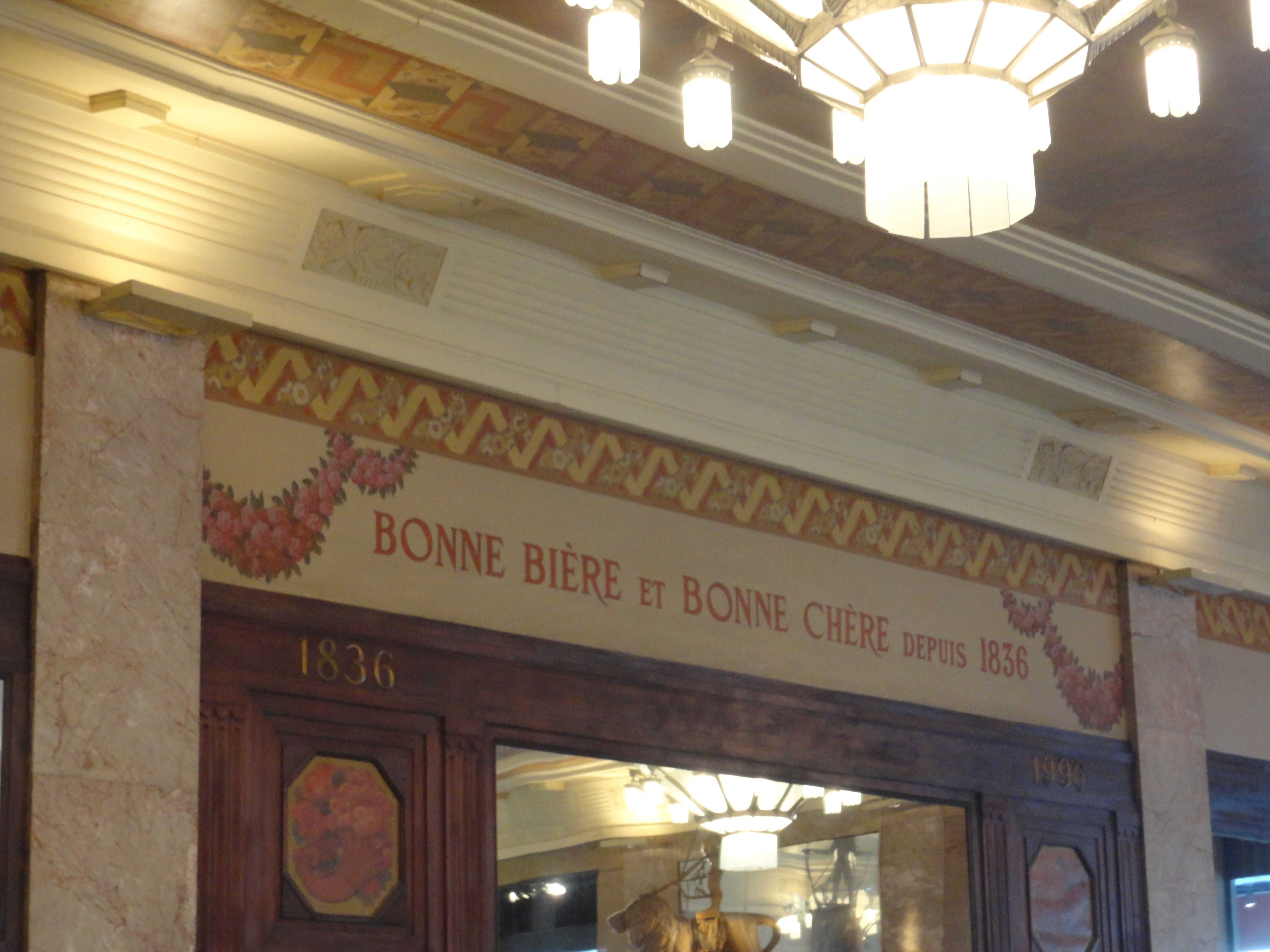
Inscription de la devise de la brasserie.

La salle de restaurant est habillée de marbre. Le carrelage de 600 m2 est disposé en fausse mosaïque, avec des motifs géométriques Art déco.
Dans la salle de restaurant, on trouve deux enseignes « Bière Rinck », datant des années 1950, éclairées au fluo. L'une est plaquée sur 32 m2 de miroirs juxtaposés. L'autre est également plaquée sur des miroirs, elle est décorée par des épis d'orge et des cônes de houblon. Au-dessus d’une autre grande glace murale est inscrite la fameuse devise de la Maison : « BONNE BIÈRE ET BONNE CHÈRE DEPUIS 1836 ». Toutes les grandes baies vitrées, dont cinq à guillotine, datent des années 1930. Un des salons particuliers a des vitraux 1900 à décor floral.

### Le plafond
Le Lyonnais Bruno Guillermin, peintre de l'école lyonnaise, peint le grand plafond de la brasserie. Il exécute quatre scènes champêtres de grande dimension, sur les thèmes de la moisson, des vendanges, de l’eau et de la bière, complétées par des motifs géométriques et de grands bouquets de roses. Les cinq lustres ont été fabriqués par les Forges de Vulcain. Ils pèsent chacun 250 kg et sont encore descendus tous les mois par quatre personnes pour nettoyage, grâce à un treuil métallique. Des onze grands bas-reliefs en plâtre, quatre représentent des angelots célébrant le vin et la bière. Les deux piliers de marbre sont décoratifs, ils ne soutiennent pas le plafond.

### Le grenier
Le grenier de 600 m2 est composé de trois « fermes » et possède un enchevêtrement de poutres unique en son genre, peut-être réalisé par un disciple de Riondelet en 1836.

## Les records

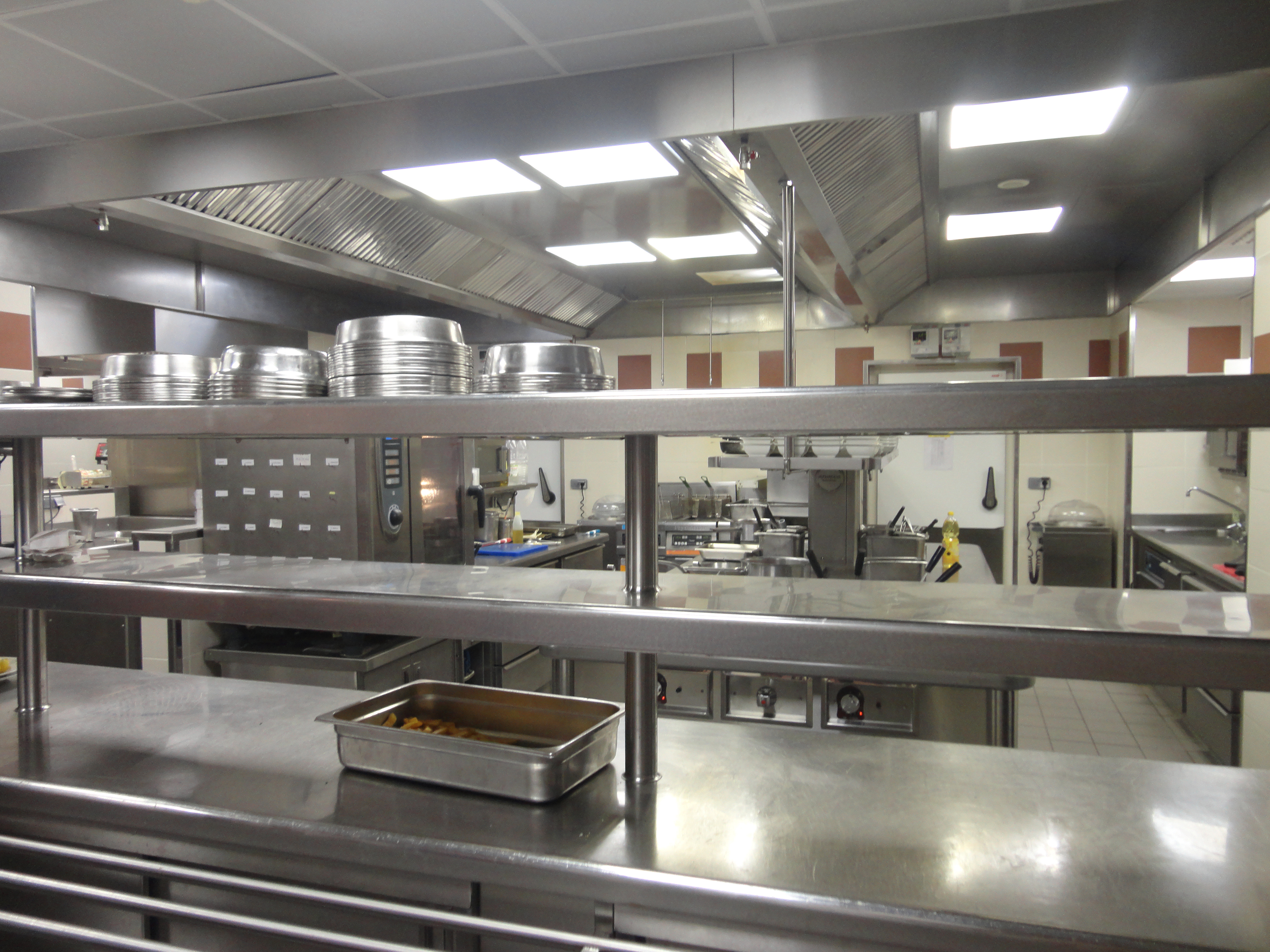
Cuisines de la brasserie, rénovées durant l'été 2013.

### Record du monde de la plus grosse choucroute
Le record du monde de la plus grosse choucroute a été établi par l'équipe de la Brasserie Georges, les cuisines étaient dirigées par le jeune chef Ugo Yves, le 21 novembre 1986, et homologué au Livre Guinness des records. La fabrication de cette choucroute record s’est établie dans la salle du restaurant, où 2 000 invités l'ont dégustée. Les entreprises partenaires ont construit, pour l’occasion, un plat d’une demi-tonne (8 m de long pour 1,20 m de large), un système de chauffe-plats ainsi qu'une balance.
Les conditions pour l'homologation impliquaient que la choucroute soit dressée sur un plateau unique, que les proportions chou/cochonnailles soient respectées et que le poids exact soit clairement établi. La choucroute a été réalisée avec :
- 1 070 kg de chou
- 56 kg de saucisses de Francfort, 67 kg de saucisses de Montbéliard, 27 kg de saucisses à la bière
- 43 kg de saindoux pour aromatiser le chou
- 33 kg de pommes pour atténuer l’acidité du chou
- 43 kg d'oignons
- 109 litres d'eau et 43 litres de vin blanc
- 32 kg de sel, 22 kg de poivre
- 2 kg de genièvre
- 220 grammes de clous de girofle

### Record du monde de la plus grande omelette norvégienne
La Brasserie Georges a battu, le 26 septembre 1996, le record du monde de la plus grosse omelette norvégienne. Le record a été homologué au Livre Guinness des records. Didier Rinck a confié la réalisation de cette omelette à son chef, assisté de sa brigade de 19 cuisiniers et pâtissiers. La fabrication s'est déroulée sous les yeux du public en trente minutes environ. Une rampe de gaz montée sur roulettes a bruni l'omelette, qui a été flambée en dernière minute pour être dégustée par 3 000 invités.
L'omelette était composée de :
- 1 368 œufs
- 98 kg de sucre incorporés dans la meringue pour un poids de 174 kg
- une génoise de 30,6 kg dont 15,6 kg d'œufs, 7,5 kg de sucre et 7,5 kg de farine
- 175 kg de glace vanille
- environ 5 litres de Grand Marnier pour flamber l'omelette

Sa longueur totale était de 34 mètres (11 mètres de plus que l'ancien record), pour un poids de 380 kg.

## Faits historiques
- Alphonse de Lamartine est toujours redevable d'une « ardoise » de 40 francs d'après le livre de compte de 1857[10].
- Johan Barthold Jongkind, en 1876, a peint le décor de la brasserie sur le dos d'un menu, à l'aquarelle. L'original se trouve aujourd'hui au palais Saint-Pierre à Lyon.
- Édouard Herriot, fidèle client, aurait déclaré en déjeunant avec Léon Blum : « Ici, c'est un resto populaire et c'est une cuisine bourgeoise. Voilà ce que devrait être le socialisme[11]. »
- Le poète lyonnais Jean Sarrazin aurait clamé ses poèmes aux clients en leur vendant ses olives de table en table.
- Le mage Sar Péladan a cru voir le diable à la Brasserie Georges, car les Hébés étaient vêtues en jaune, couleur du malin (car du soufre).

## Célébrités

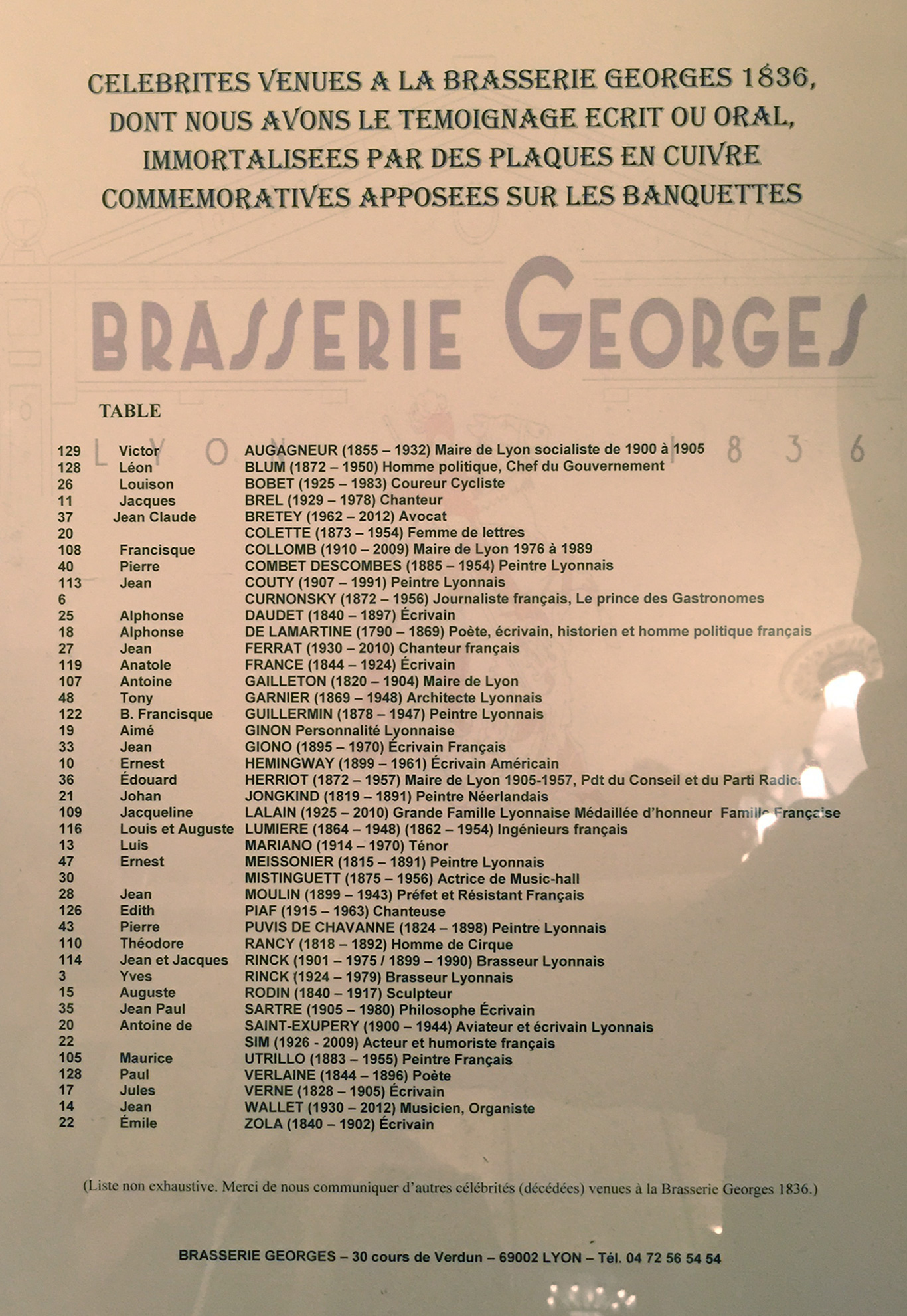
La liste des célébrités

Un grand nombre de célébrités ont fréquenté les lieux. La brasserie présente une liste descriptive qui contient également les numéros de tables dédiées à ces célébrités comme Edouard Herriot, Antoine de Saint-Exupéry, Raymond Barre, Jacques Brel, Jean Ferrat ou plus récemment l'organiste Jean Wallet et Gérard Collomb.